# إبراهيم بن علي الوزير
إبراهيم بن علي الوزير (ولد في 1932 في تعز، توفي في 28 يونيو 2014 في لندن)، هو سياسي ومفكرإسلامي يمني أسس في فترة الستينيات اتحاد القوى الشعبية الذي اتخذ موقفا وسطيا بين الملكيين والجمهوريين، وله عدة مؤلفات في الفكر الإسلامي والمسألة اليمنية.

## نشأته وتعليمه
ولد عام 1932 في تعز ونشأ فيها، وانتقل في سن الخامسة عشرة للدراسة في المدرسة العلمية في صنعاء. قطع دراسته عام 1948 إثر فشل الثورة الدستورية وإعدام والده وعمه عبد الله الوزير الذين كانا من قادتها، واحتجز في قلعة القاهرة في مدينة حجة، وهناك تتلمذ عند عدد من علماء الدين السجناء. بعد إطلاق سراحه تمكن في عام 1954 من الفرار من اليمن على متن باخرة أقلته ومعارضين يمنيين آخرين إلى بورتسودان، ومن هناك توجه إلى مصر ودرس في جامعاتها وحصل على دبلوم عالي في الأدب واللغة، وحصل أيضا على دبلوم اختصاصي اجتماعي في «اليونسكو». تعرف في فترة إقامته في مصر إلى مفكرين إسلاميين من أمثال سيد قطب ومالك بن نبي، وجمال البنا وتأثر بهم لاحقا في كتاباته.

## العمل السياسي في اليمن
عاد إلى اليمن بعد قيام الجمهورية عام 1962 وكوّن ما عرف بالـ«قوة الثالثة» التي أخذت موقفا وسطيا في الحرب بين الجمهوريين وأنصار الإمامة، ثم أسس لاحقا حزب «اتحاد القوى الشعبية» وتولى قيادته، وأسس أيضا صحيفة «الشورى» الناطقة باسم الحزب. انتقل في مطلع السبعينيات إلى المملكة العربية السعودية، وهاجر لاحقا إلى واشنطن واستقر فيها.

## كتاباته
دعى إلى التجديد في المذهب الزيدي والتقارب بين المذاهب، وأصدر في جدّة في السعودية أهم كتبه ” على مشارف القرن الخامس عشر الهجري”، و” الإمام زيد جهاد حق دائم”، و” الإمام الشافعي داعية ثورة ومؤسس مذهب".

## قائمة بأهم أعماله
- لكي لا نمضي في الظلام، دار الأندلس، بيروت، 1962/ دار الشروق، القاهرة، 1984
- بين يدي المأساة، دار الأندلس، بيروت، 1962
- زيد بن علي جهاد حق دائم، دار الإرشاد، بيروت، 1970 /دار المناهل، 1999
- الحصاد المر - فلتنظر الامة ماذا تزرع لغد، دار اقرأ للنشر، لبنان، 1971
- على مشارف القرن الخامس عشر الهجري، دار الشروق، مصر، 1979 / طبعة رابعة 1989
- «بدلا من التيه» دار الشروق
- الطائفية آخر ورقة للعالين في الأرض، دار العصر الحديث، 1987 / دار المناهل، 2006، ردمك 9953448272
- الإمام الشافعي - داعية ثورة، ومؤسس علم، وإمام مذهب، مركز الدراسات والبحوث اليمني، لندن، 1993 / دار المناهل، 2000
- شهادتان هما منهج حياة، دار المناهل، 1999
- هموم وآمال إسلامية، دار المناهل، 1999
- مسيرة جهاد تبيان حقائق ونصح مشنق أمين، دار المناهلن 2003، ردمك 9953448027
- دعوة للحوار والنقاش، المنهج للحياة، رؤية اجتهادية إسلامية، دار المناهل، 2004، ردمك 9953448108